# Pachyiulus cattarensis
Pachyiulus cattarensis är en mångfotingart som först beskrevs av Robert Latzel 1884.  Pachyiulus cattarensis ingår i släktet Pachyiulus och familjen kejsardubbelfotingar. Inga underarter finns listade i Catalogue of Life.